# 茵蔯旌介殼蟲
茵蔯旌介殼蟲（学名：Orthezia yashushii）为旌介殼蟲科旌介殼蟲屬下的一个种。